# Mauricio Di Benedetto
Mauricio Omar Di Benedetto (12 de septiembre de 1975, San Isidro, Provincia de Buenos Aires, Argentina) es un exfutbolista argentino que se desempeñaba como defensor. Fue un lateral rendidor que podía jugar tanto por derecha como por izquierda.

## Historia
Se originó futbolísticamente en Tigre. Formó parte del plantel que obtuviera el torneo de Primera B en 1994, yendo al banco de suplentes en una ocasión. Su debut absoluto se dio en 1995, en un triunfo por 3-1 ante Argentino de Quilmes. En total disputó 161 encuentros y logró ascender al Nacional B en 1995 y 1998. 
En 2002 pasó a Almagro, en donde jugó 89 partidos y consiguió ascender a Primera División en 2004.
Tuvo su primera experiencia en el fútbol del exterior en 2005, jugando para Écija Balompié de España. En 2006 pasa a Los Andes hasta el año 2008, disputando 62 partidos y logrando un nuevo ascenso. 
Su último club fue Brown de Adrogué.

## Trayectoria
| Club             | País      | Período   |
| ---------------- | --------- | --------- |
| Tigre            | Argentina | 1995-2002 |
| Almagro          | Argentina | 2002-2004 |
| Écija Balompié   | España    | 2005-2006 |
| Los Andes        | Argentina | 2006-2008 |
| Brown de Adrogué | Argentina | 2008-2009 |

## Palmarés

### Campeonatos nacionales
| Éxitos                     | Club      | País      | Año  |
| -------------------------- | --------- | --------- | ---- |
| Primera B (Clausura)       | Tigre     | Argentina | 1994 |
| Ascenso al Nacional B      | Tigre     | Argentina | 1995 |
| Ascenso al Nacional B      | Tigre     | Argentina | 1998 |
| Ascenso a Primera División | Almagro   | Argentina | 2004 |
| Ascenso al Nacional B      | Los Andes | Argentina | 2008 |